# أ. جاي هاريس
أ. جاي هاريس (بالإنجليزية: A. J. Harris)‏ هو لاعب كرة قدم أمريكية ولاعب كرة قدم كندية أمريكي، ولد في 8 أغسطس 1984 في ويتون في الولايات المتحدة.